# Emporium
L'Emporium era l'antico porto fluviale della città di Roma, situato approssimativamente tra l'Aventino e Testaccio (il rione che prende il suo nome dal monte dei cocci formatosi proprio dai rifiuti delle attività commerciali del porto).

## Storia
Dall'inizio del II secolo a.C. l'impetuoso sviluppo economico e demografico aveva reso del tutto insufficiente il vecchio porto fluviale del Foro Boario, che non poteva essere ampliato per via della vicinanza ai colli. Per questo nel 193 a.C. gli edili (addetti alla cura urbis) Marco Emilio Lepido e Lucio Emilio Paolo decisero di affrontare il problema ricostruendo un nuovo porto in una zona libera al confine della città a sud dell'Aventino. In quell'occasione fu edificata anche la Porticus Emilia.
Nel 174 a.C. l'Emporium venne lastricato in pietra e fu suddiviso da barriere con scalinate che scendevano al Tevere. Qui era il punto d'approdo delle merci e delle materie prime (prioritariamente marmi, grano, vino, olio) che, arrivate via mare dal porto di Ostia, risalivano il Tevere su chiatte rimorchiate da schiavi, i cosiddetti herciari, che effettuavano l'alaggio. Solo a partire dal IV secolo, quando la manodopera schavile inizio a scarseggiare, si cominciarono ad utilizzare gli animali. Nei secoli, i cocci di anfore, che erano i contenitori dell'epoca per la movimentazione degli alimenti liquidi, furono accumulati a montagnola, componendo il Monte dei Cocci, ancora esistente: da esso deriva il nome antico di Mons Testaceum, il "Monte dei cocci", appunto. Il numero delle anfore accatastate è stimato attorno ai 25 milioni.

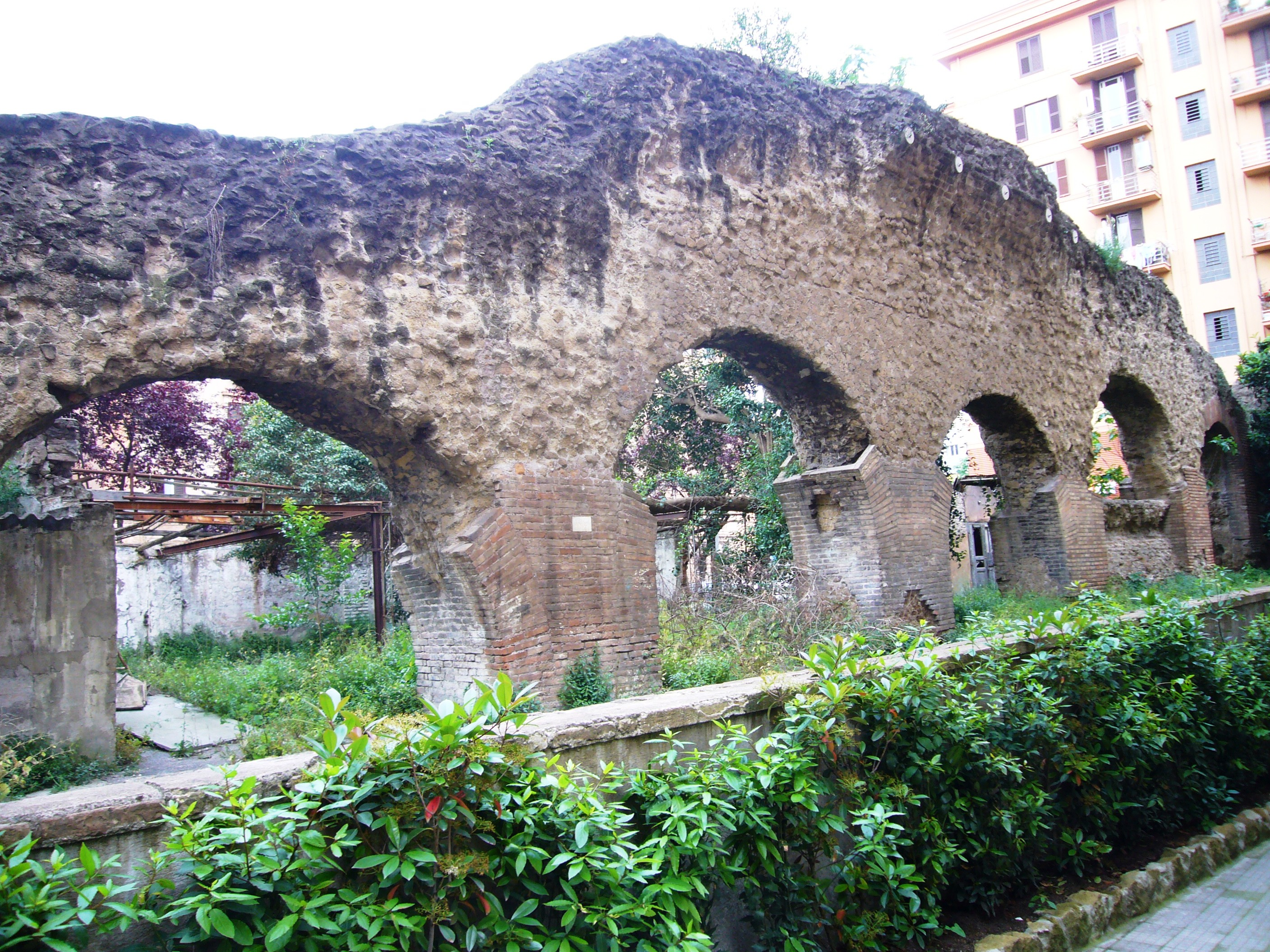
Resti della Porticus Aemilia tra i palazzi di Testaccio

All'epoca di Traiano le strutture furono rifatte in opera mista, mentre la pianura del Testaccio si andò via via riempiendo di magazzini, in particolare quelli annonari, con un'impennata quando si iniziarono le distribuzioni gratuite di grano e altri generi alimentari alla popolazione cittadina, a partire dell'epoca dei Gracchi (Horrea Sempronia, Galbana, Lolliana, Seiana, Aniciana).
Il porto fu scavato nel 1868-1870 durante i lavori di riarginatura e di nuovo nel 1952. Oggi restano alcuni tratti visibili incassati nel muraglione del Lungotevere Testaccio: una banchina lunga circa 500 metri e profonda 90 con gradinate e rampe verso il fiume, con blocchi di travertino sporgenti per fori dove ormeggiare le navi, in tutto simile a quella del meglio conservato porto romano di Aquileia. Durante la costruzione del moderno quartiere Testaccio riaffiorarono vari resti tra cui la tomba del console Servio Sulpicio Galba, uno fra i più antichi sepolcri individuali pervenuti fino ai giorni nostri.